# Calvaire du bourg de Trégastel
La Calvaire du bourg de Trégastel est une croix monumentale située à Trégastel, dans le département français des Côtes-d'Armor, région Bretagne.

## Historique
Construit en 1872 à l'initiative de l'abbé Bouget, qui le fit édifier sur la butte de Krec'h Lest, non loin de l'église du bourg.
La grande croix a été frappée par la foudre en 1912 et il ne reste que le torse sculpté d’un Christ mutilé, en granite de Kersanton issu des ateliers d’Yves Hernot de Lannion. La statue est installée sur l'un des piliers de l’entrée de la chapelle Sainte-Anne-des-Rochers.
La croix fait l’objet d’une inscription au titre des monuments historiques depuis le 13 février 2020.

## Description et architecture
Ce monument de pierres sèches est constitué d'une chapelle-crypte, dédiée à Notre-Dame-de-Pitié, entourée d'un étroit chemin en spirale qui monte jusqu’à une plate-forme supérieure sur laquelle est implanté le socle de la croix. Dans une première niche se trouve la statue en granite d'un paysan à genoux tenant une bêche ; dans une deuxième, au sud, une statue du Sacré Cœur, en bois. Les niches suivantes abritent les statues de Saint Laurent, saint Joseph, saint Yves et enfin saint François Xavier. Des sentences en breton jalonnent le parcours. Le calvaire est inscrit au titre des monuments historiques en 2020.